# Volker Beier

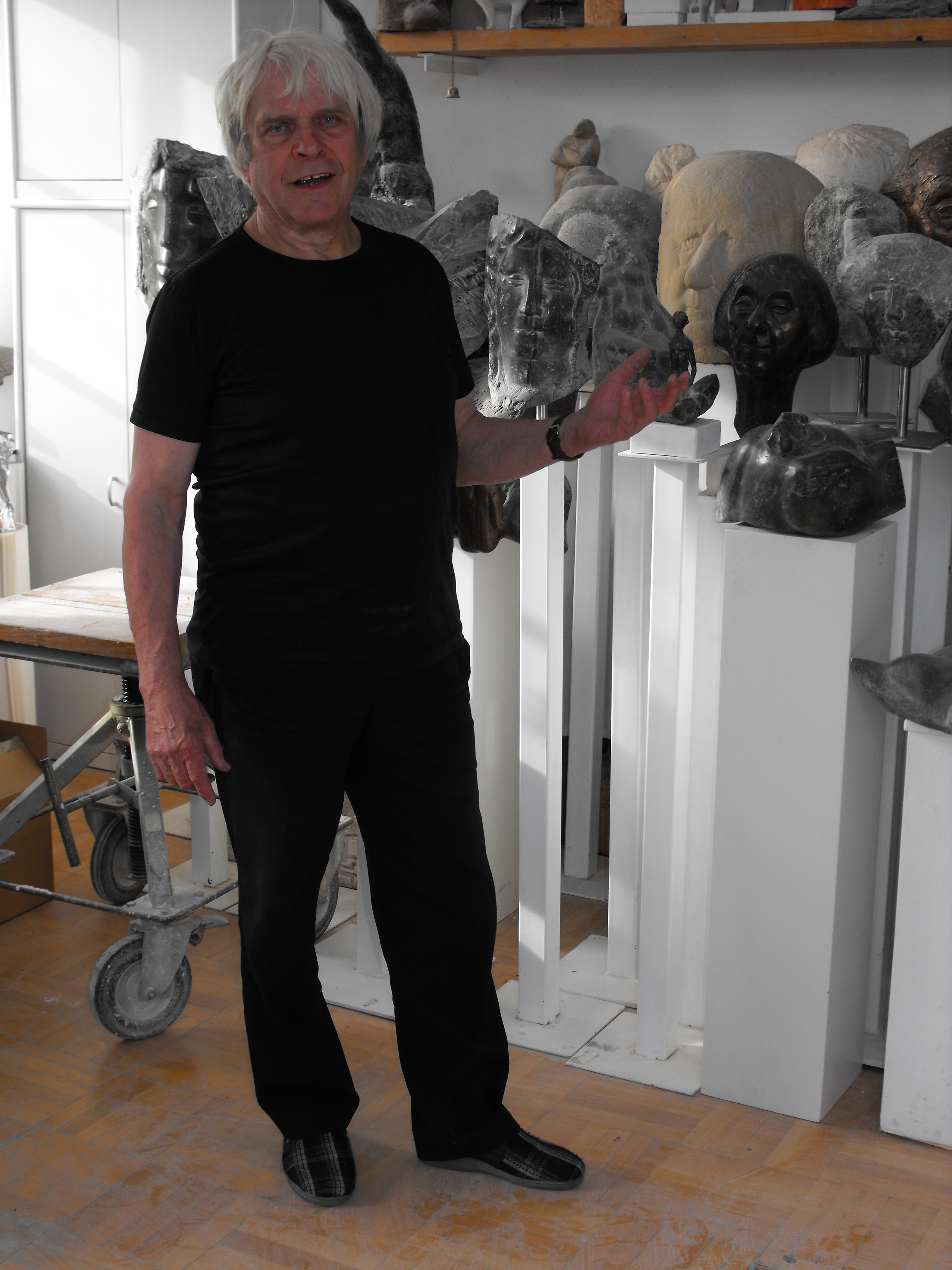
Volker Beier in seinem Atelier (2011)

Volker Beier (* 25. April 1943 in Chemnitz; † 29. November 2023) war ein deutscher Bildhauer und Medailleur.

## Leben
Beier war das jüngste von drei Kindern des Architekten und Baumeisters Walter Beier und seiner aus einem Handwerksbetrieb stammenden Mutter. 1957 bis 1960 ließ er sich in der Paul Münzner Steinmetz- und Steinbildhauerinnung zu Chemnitz zum Steinmetz und Bildhauer ausbilden, um anschließend an der Fachschule für angewandte Kunst in Leipzig zu studieren. Seine Lehrer waren Hellmuth Chemnitz und Gerhard Eichhorn. Das Studium beendete er 1963 mit dem Abschluss zum Diplom-Bildhauer mit Fachhochschule. Von 1963 bis 1966 arbeitete er als Bildhauer und war Abteilungsleiter in der PGH Bauhütte Chemnitz. 1965 und 1966 leistete Beier seinen Grundwehrdienst in der NVA.
Ab 1967 war Beier freischaffend tätig. 1969 wurde er zu einem Meisterschülerstudium an der Akademie der Künste in Moskau bei Nikolai Wassiljewitsch Tomski und 1974 bis 1976 an der Akademie der Künste Berlin bei Gerhard Geyer berufen. Beide Studien beendete er mit dem Grad des Meisterschülertitels. Im Anschluss leitete er verschiedene Zirkel der Spezialschule für Leiter des Bildnerischen Volksschaffens in Leipzig, Karl-Marx-Stadt und Eisenach. Ebenfalls hatte er einen Werkvertrag mit dem VEK Ingenieur-, Tief- und Verkehrsbaukombinat Karl-Marx-Stadt zur Leitung eines Zeichen- und Modellierzirkels. 
1990 bis 1992 nahm er eine Lehrtätigkeit an der 1. Freien Schule Chemnitz auf.
Weiterhin war er von 1991 bis 1994 als ehrenamtlicher Kulturredakteur im Sächsischen Tageblatt tätig.
U
Beier war ab 1966 Mitglied im Verband Bildender Künstler der DDR und ab 1990 Mitglied des Bundesverbandes Bildender Künstlerinnen und Künstler sowie ab 1992 Mitglied der europäischen Künstlergruppe 2001.
In dem Bildband Volker Beier – Plastik & Zeichnung legen die Kunstwissenschaftler Ulrike Meier, Walburg Törmer-Balogh und Werner Ballarin (Gründungsdirektor der Neuen Sächsischen Galerie) dar, dass er den verschiedensten Materialien, wie Bronze, Eisen, Porphyr und überwiegend auch anderen Hartgesteinen, warme und ansprechende Formen zu verleihen im Stande ist. In den 1980er Jahren erschloss er sich für seine Arbeit den Zöblitzer Serpentin.
Beier lebte in Leukersdorf. Sein Grab befindet sich auf dem Chemnitzer Friedhof St. Nikolai.

## Werkbeispiele
- Großvater mit Enkel im Schaukelstuhl
- Gedenkstein Deportation
- Gedenkstele Synagoge
- Georgius-Agricola-Ehrung
- Liebesnest
- Schriftspiegel hinter Karl-Marx-Monument in Zusammenarbeit mit Heinz Schumann[4]
- Porträtbüsten und Porträtstatuetten: Gerd Bonk, Fritz Diedering, Karl Clauss Dietel, Stefan Heym, Helga Meyer, Lothar Rentsch, Heinz Tetzner, Axel Wunsch
- Bär
- Klatschtanten
- Gestaltung grafischer Entwürfe für Sondermünzen der Staatlichen Münze Berlin gemeinsam mit dem Grafiker Joachim Rieß
- Geithainer Marktbrunnen[5] und weitere Brunnen
- Inschrift in den Granitsockel, der optisch wie Sandstein wirkt, auf dem Dresdner Altmarkt[6]
- Gedenkstein für Maria Schmid-Billhardt, Mutter von Thomas Billhardt[7]
- Carlowitz-Stele an der Burg Rabenstein[8]
- Thälmann-Plastik in der Stadthalle Magdeburg, 1983
- Der Färberbrunnen (1984) auf dem Kornmarkt in Gera stellt das Handwerk der Färber in Gera dar. Er besteht aus acht Sandsteinelementen und einer zentralen Bronzefigur.

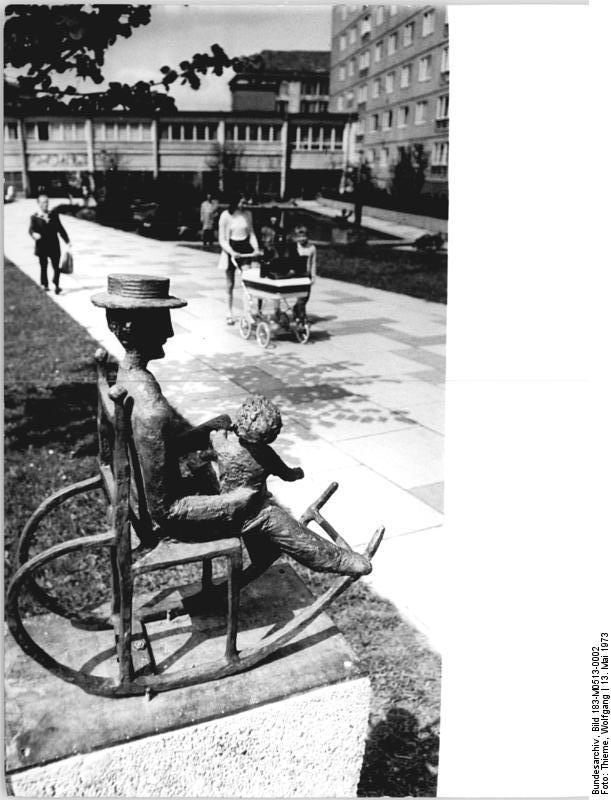
Großvater mit Enkel im Schaukelstuhl
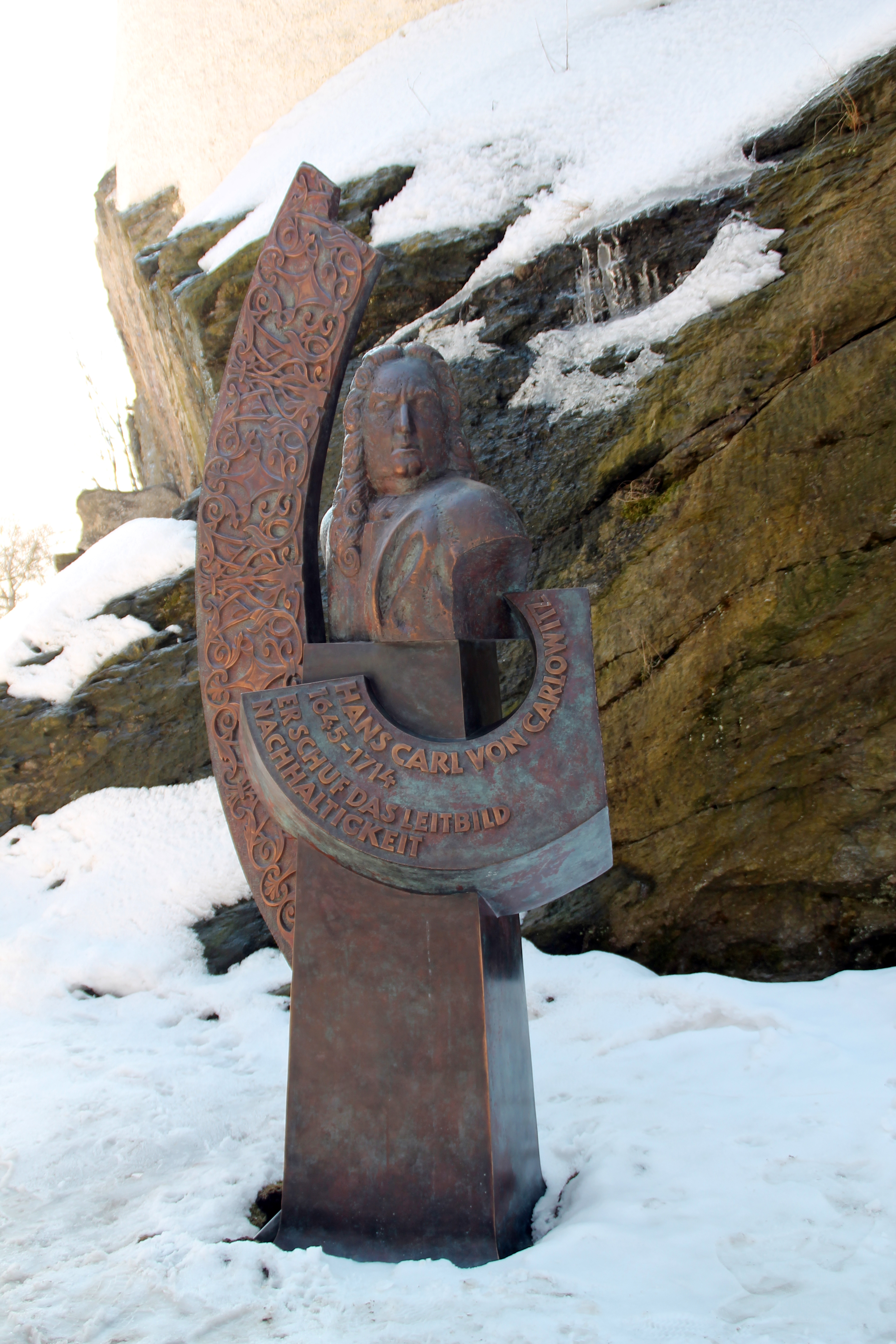
Hans Carl von Carlowitz-Stele an der Burg Rabenstein
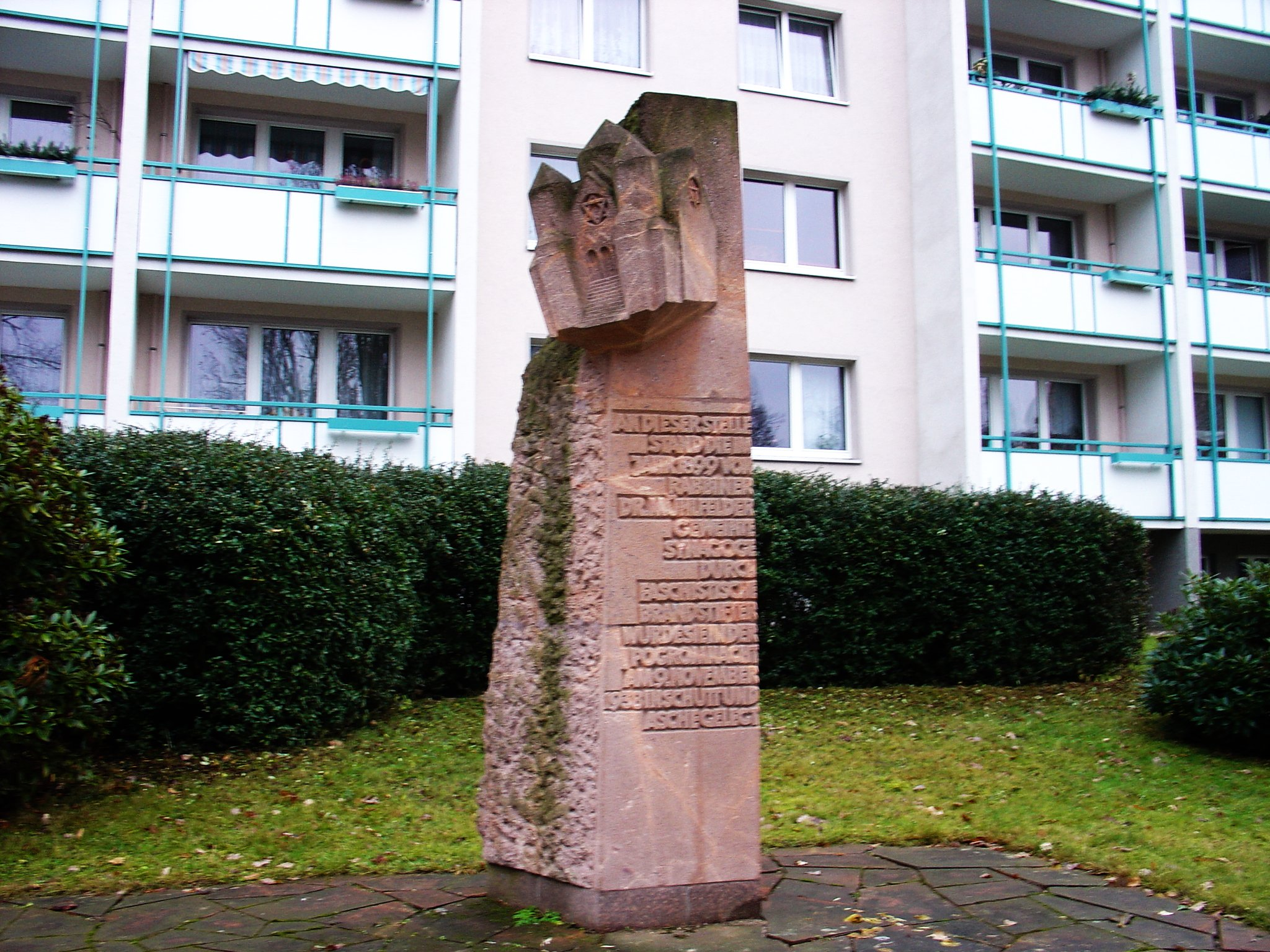
Gedenk-Stele für die am 10. November 1938 zerstörte Synagoge am Stephanplatz
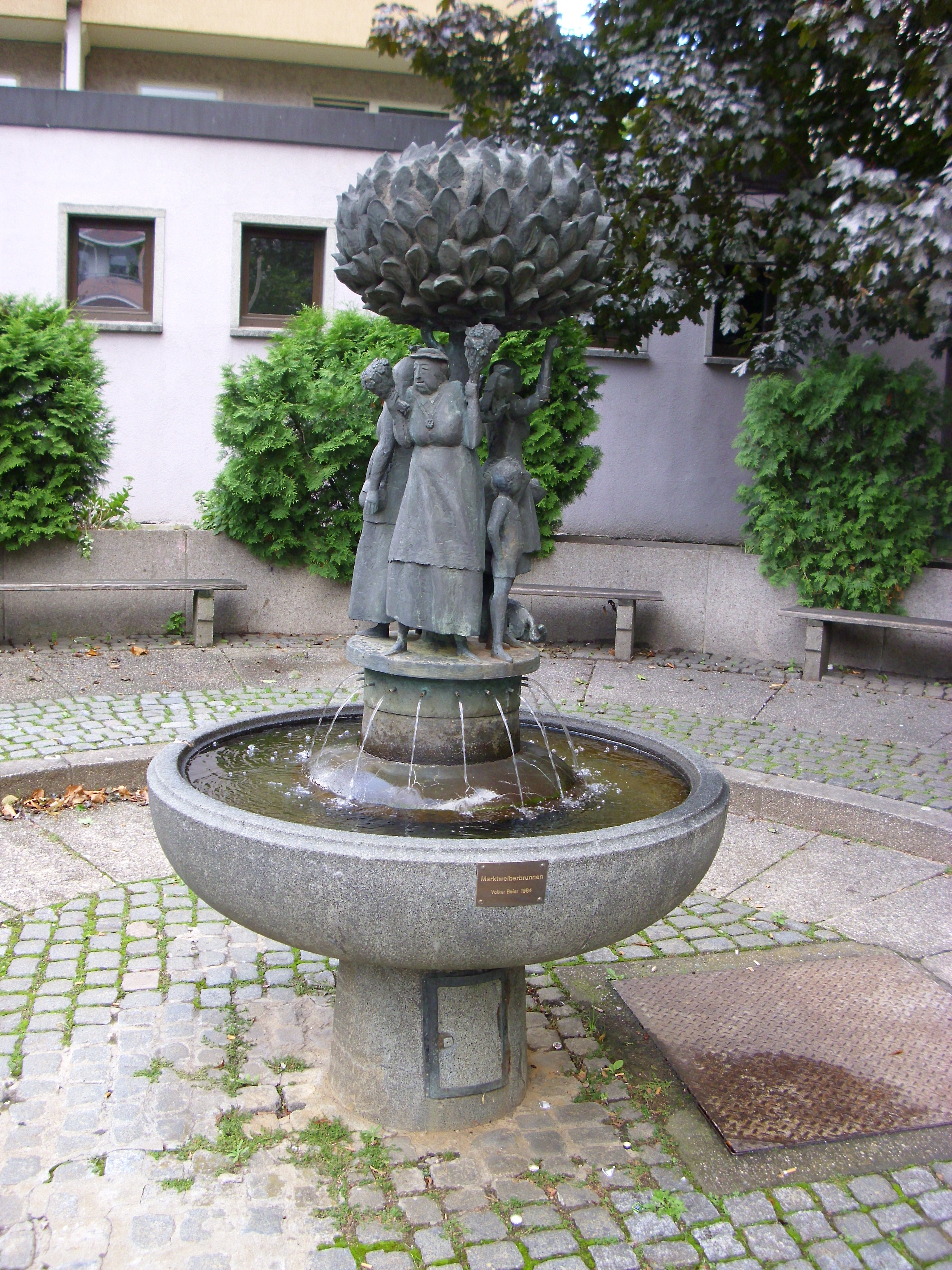
Der Marktweiberbrunnen aus dem Jahr 1984 in der Zwickauer Katharinenstraße
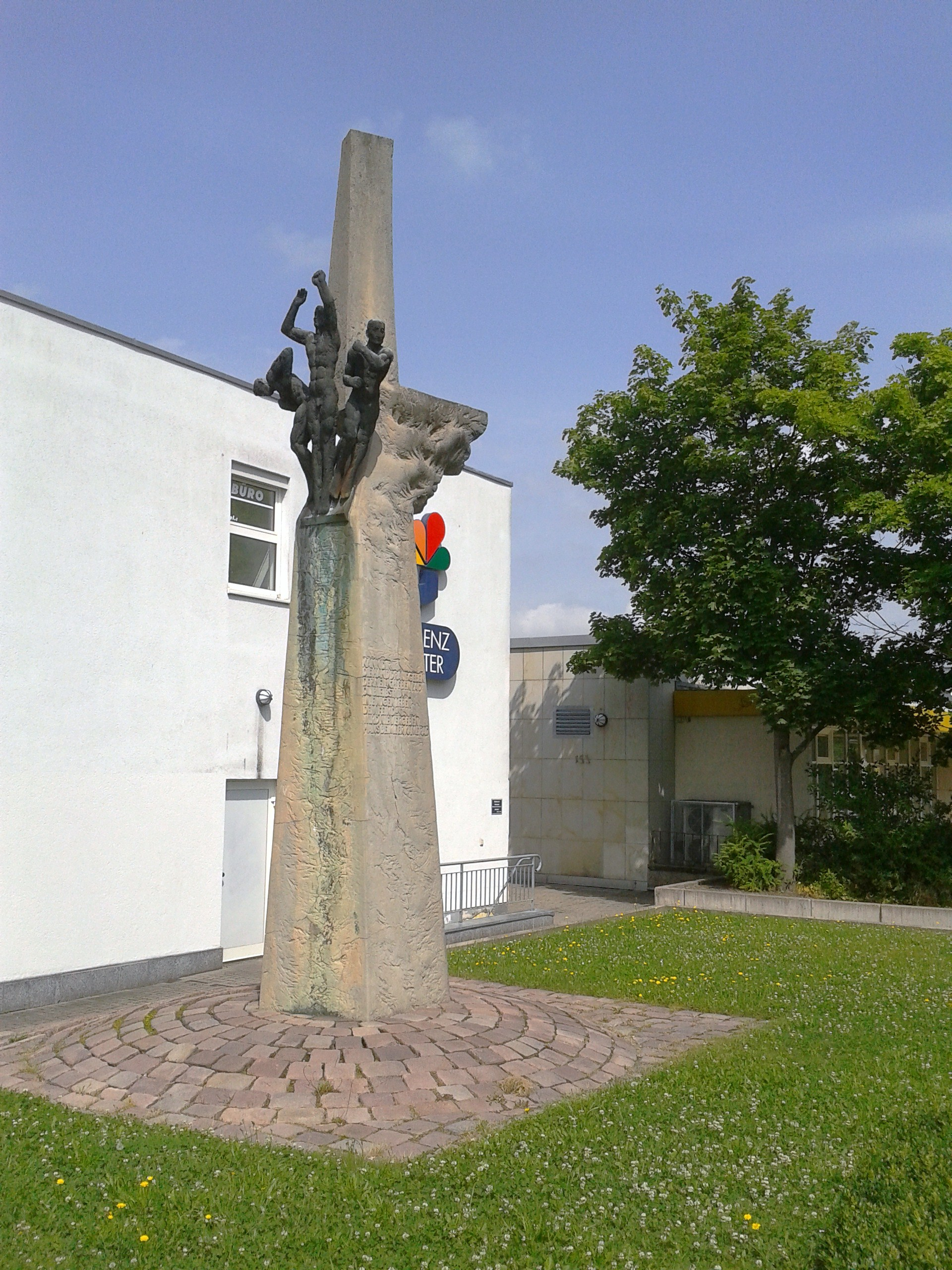
Hans Beimler Denkmal von 1979 am Gablenz Center

## Ehrungen
- 1972 Vaterländischer Verdienstorden in Bronze
- 1972 und 1976 (im Kollektiv mit Hans Brockhage, Clauss Dietel, Hellmut Humann und Carl-Heinz Westenburger) Kunstpreis des FDGB
- 1975 Johannes-R.-Becher-Medaille
- 1976 und 1982 Kunstpreis des Rates des Bezirkes Karl-Marx-Stadt

## Ausstellungen

### Einzelausstellungen
- 1974 Freiberg
- 1977 und 1988 Leipzig
- 1979 und 1982 Karl-Marx-Stadt
- 1980 Zwickau
- 1984 und 1985 Rochsburg
- 1984 Cottbus
- 1988 Majakowski Galerie, Berlin (West). Ein Akademiemitglied, hier Gerhard Geyer, stellt einen seiner Meisterschüler vor.
- ferner Auerbach/V., Eisenach, Greifswald, Hohenstein-Ernstthal, Mittweida, Porta Westfalica, Potsdam, Reichenbach/Vogtl., Rochlitz, Schönebeck und Solingen.

### Ausstellungsbeteiligungen
- 1967, 1972, 1982 und 1987 Kunstausstellung der DDR
- 1969, 1974, 1979 und 1985 Bezirkskunstausstellung Karl-Marx-Stadt
- 1984 Bezirkskunstausstellung Gera
- 1974 und 1978 Junge Künstler der DDR, Frankfurt (Oder)
- 1968 Sieger der Geschichte, Halle (Saale)
- 1970 Im Geiste Lenins, Berlin
- 1973 Plastik und Blumen, Berlin
- 1975 Kleinplastik und Grafik, Wanderausstellung
- 1975 In Freundschaft verbunden, Berlin
- 1976 Jugend und Jugendobjekte, Karl-Marx-Stadt
- 1979 Jugend in der Kunst, Berlin
- 1980 Kunstpreisträger des FDGB, Rostock
- 1981 Kunstausstellung 25 Jahre NVA, Dresden
- 1984 Junge Bildhauer der DDR, Magdeburg
- 1984 Kunst und Sport, Leipzig
- 1984 Retrospektive 1945–1984, Karl-Marx-Stadt
- 1985 Auf gemeinsamen Wegen, Berlin
- 1986 Grenztruppenausstellung, Suhl
- 1986 Soldaten des Volkes, Cottbus
- 1987 Bildhauerzeichnungen der DDR, Dresden
- 1989 Bauleute, Berlin
- ferner: Annaberg-Buchholz, Bad Elster, Budapest, Irkutsk, Lissabon, Madeira, Moskau, Oelsnitz/Erzgeb., Paris, Pistany, Rom, Wien und Wolgograd.